# The Front Page (film, 1931)
Pour les articles homonymes, voir The Front Page   (homonymie).
Pour plus de détails, voir Fiche technique et Distribution.
The Front Page (littéralement, La Une) est un film américain réalisé par Lewis Milestone, sorti en 1931. Il appartient au genre de la « screwball comedy ».
Lors de la 4e cérémonie des Oscars du cinéma, il a été nommé dans les catégories du Meilleur film et du Meilleur acteur pour Adolphe Menjou.

## Synopsis
Un reporter, Hildy Johnson, et son rédacteur en chef Walter Burns, espèrent empocher beaucoup d'argent en écrivant des scoops sur Earl Williams, un homme accusé de meurtre et condamné à la pendaison, et qui vient de s'échapper de sa prison. En fait, ils cachent l'évadé dans les locaux de l'imprimerie de leur journal, dans un bureau à cylindre, tandis que tout le monde est à sa recherche.

## Fiche technique
- Titre original : The Front Page
- Réalisation : Lewis Milestone
- Scénario : Bartlett Cormack (en) et Charles Lederer d'après la pièce The Front Page de Ben Hecht et Charles MacArthur
- Photographie : Glen MacWilliams
- Montage : W. Duncan Mansfield
- Production : Lewis Milestone, Howard Hughes
- Société(s)de production : The Caddo Company
- Société(s) de distribution : United Artists
- Pays de production :  États-Unis
- Langue originale : anglais américain
- Format :noir et blanc — 35 mm — 1,37:1 — son : mono
- Genre : comédie
- Durée : 101 minutes
- Dates de sortie :
  - États-Unis : 19 mars 1931 (avant-première), 4 avril 1931 (sortie nationale)
  - France : 25 septembre 1931

Note : Le film a conservé son titre original lors de sa première exploitation en France, n'ayant vraisemblablement pas été doublé.

## Distribution
- Adolphe Menjou : Walter Burns
- Pat O'Brien : Hildebrand « Hildy » Johnson
- Mary Brian : Peggy Grant
- Edward Everett Horton : Roy V. Bensinger
- Walter Catlett : Jimmy Murphy
- George E. Stone : Earl Williams
- Mae Clarke : Molly Malloy
- Slim Summerville : Irving Pincus
- Matt Moore : Ernie Kruger
- Frank McHugh : « Mac » McCue
- James Gordon : Fred, le maire
- Clarence Wilson : Le shérif Peter B. « Pinky » Hartman
- Gustav von Seyffertitz (non crédité) : Le professeur Max J. Engelhoffer
- Maurice Black
- Fred Howard
- Phillips Tead

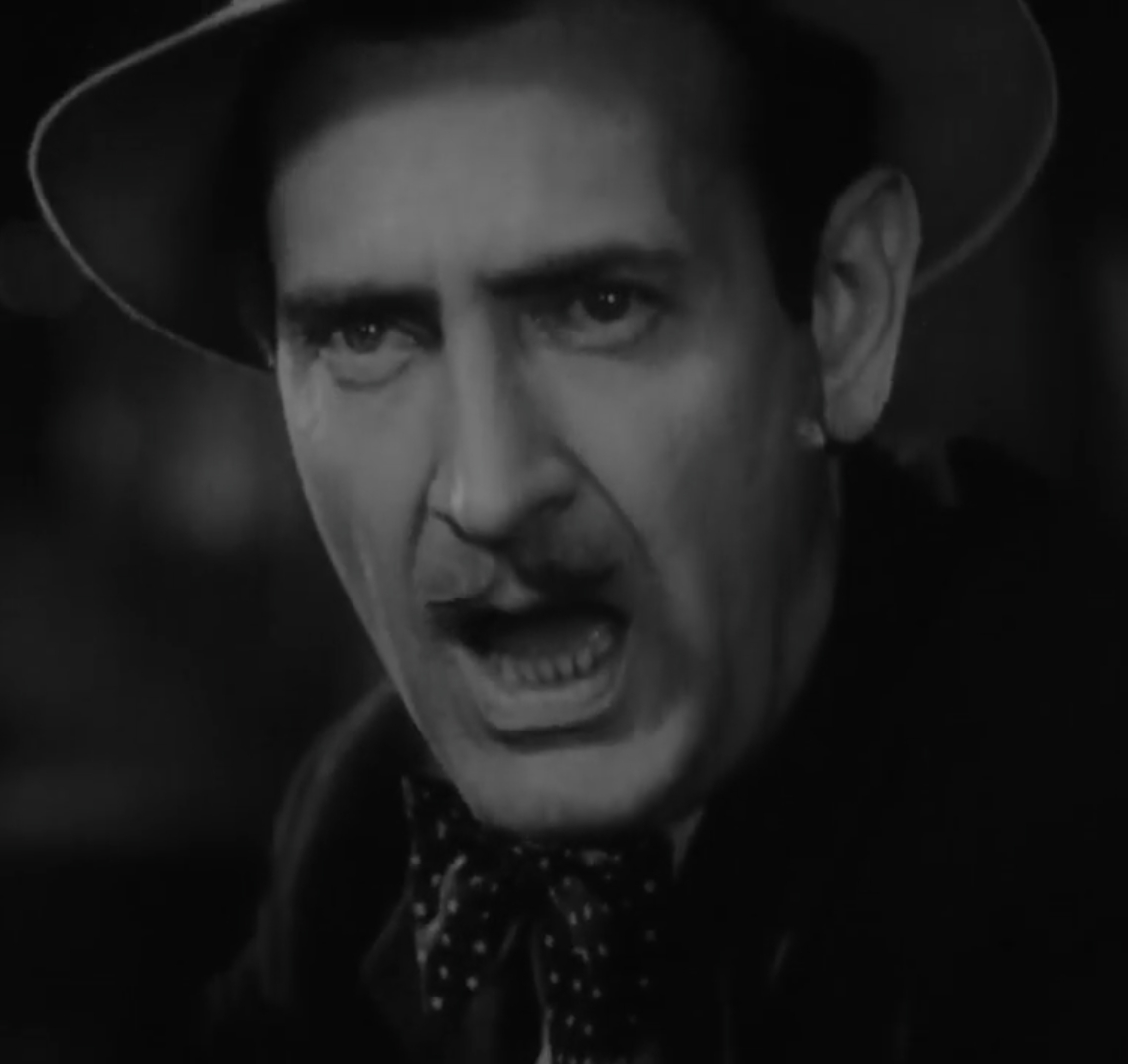
Eugene Strong
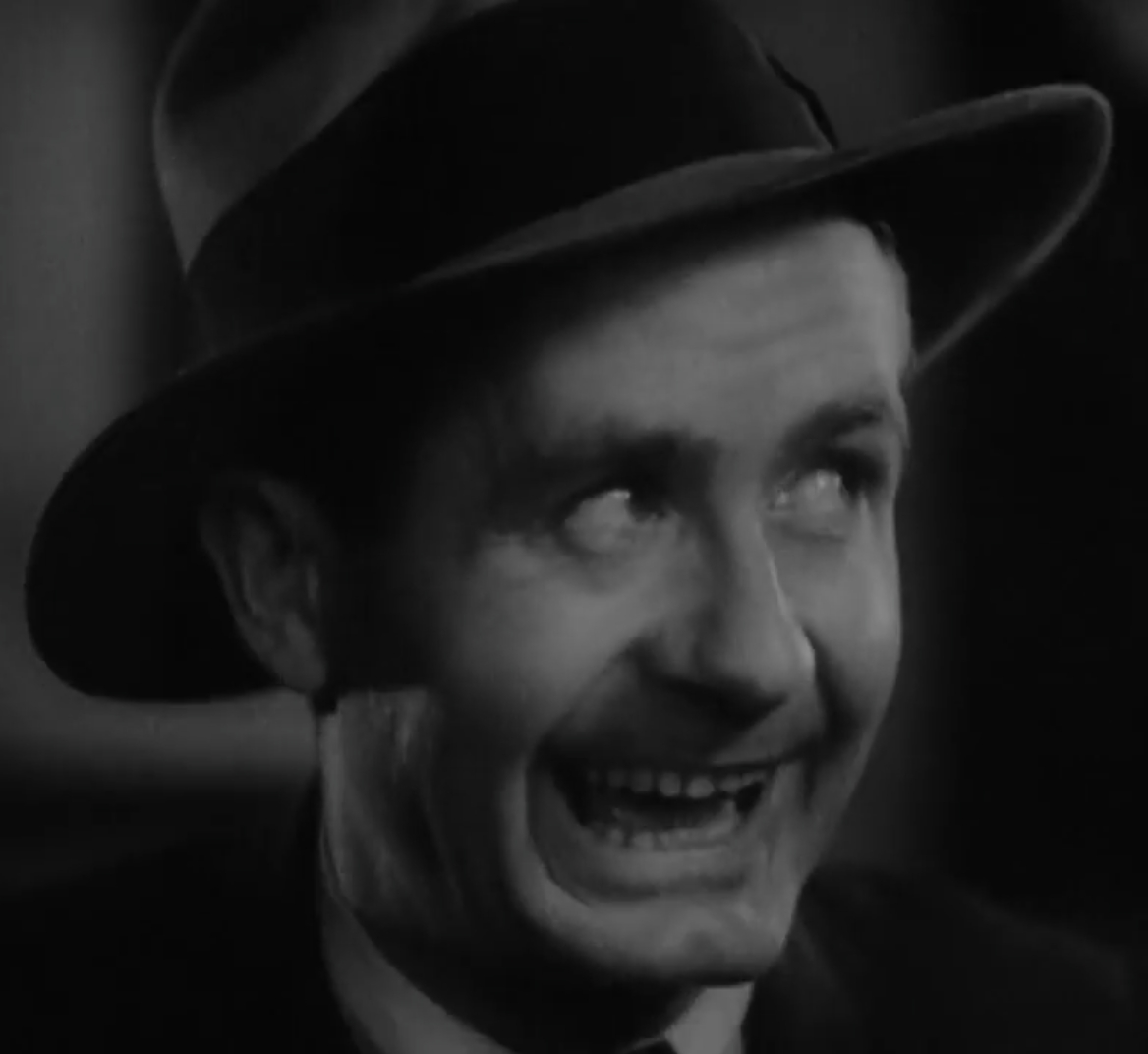
Phillips Tead
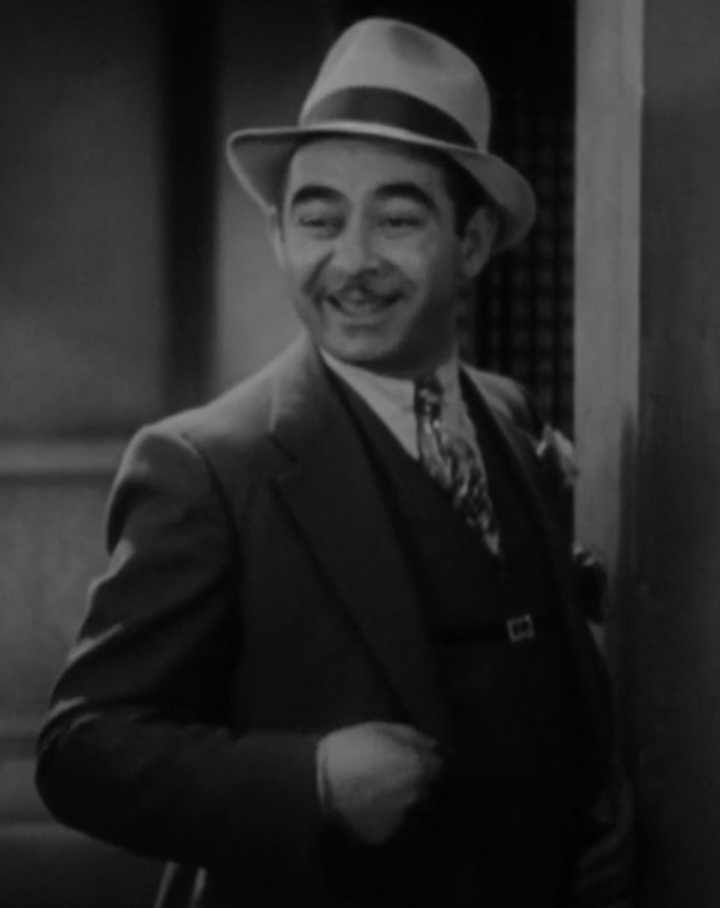
Maurice Black
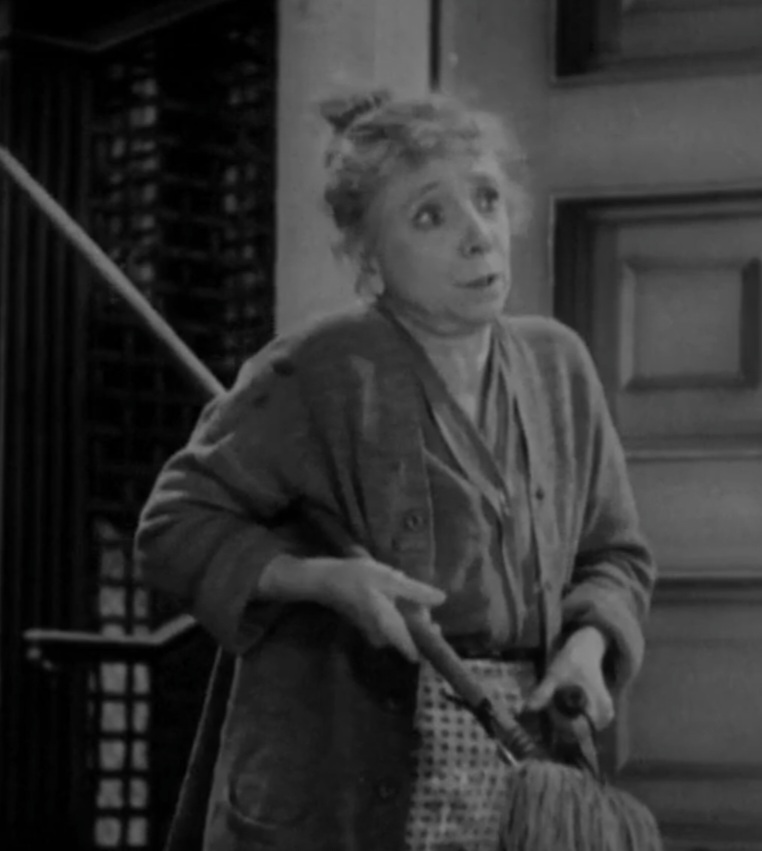
Dorothea Wolbert
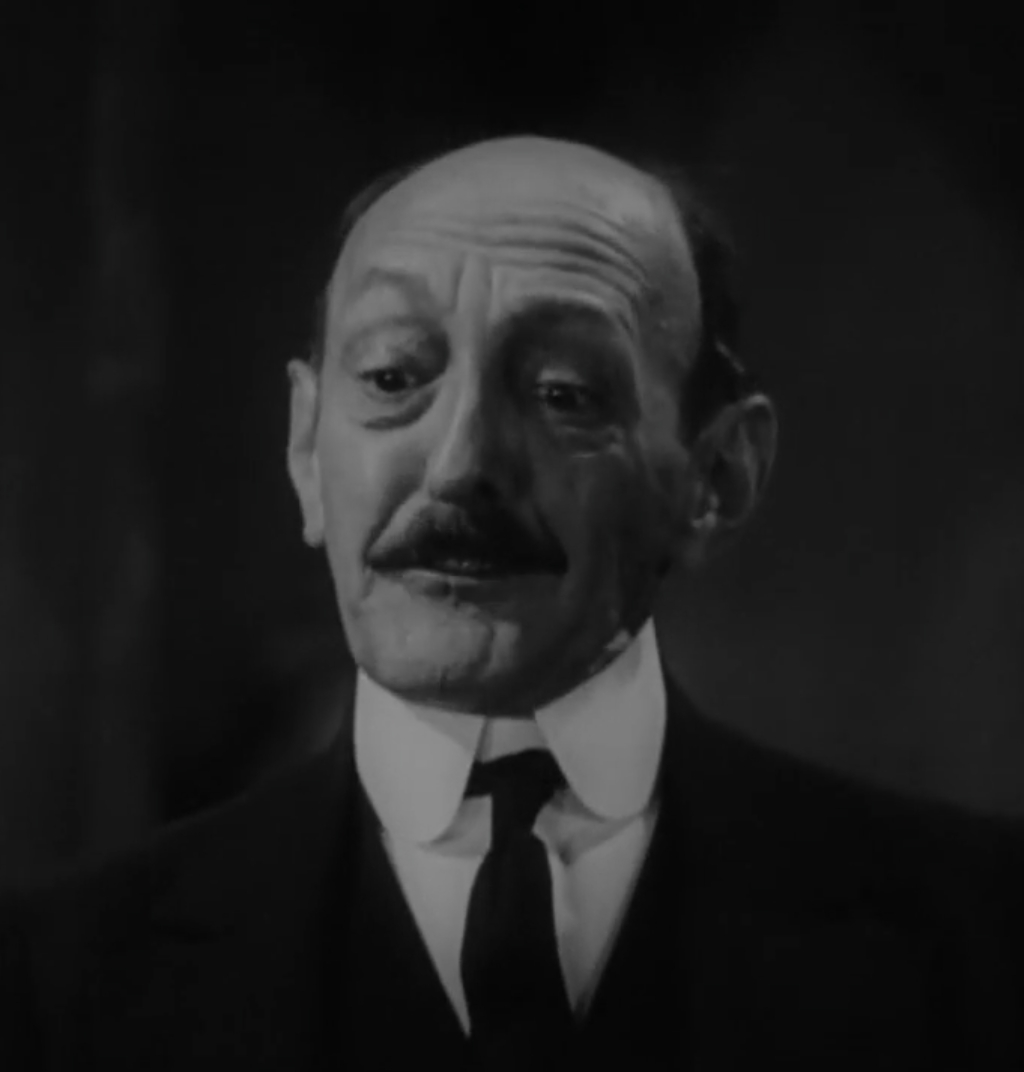
Clarence Wilson
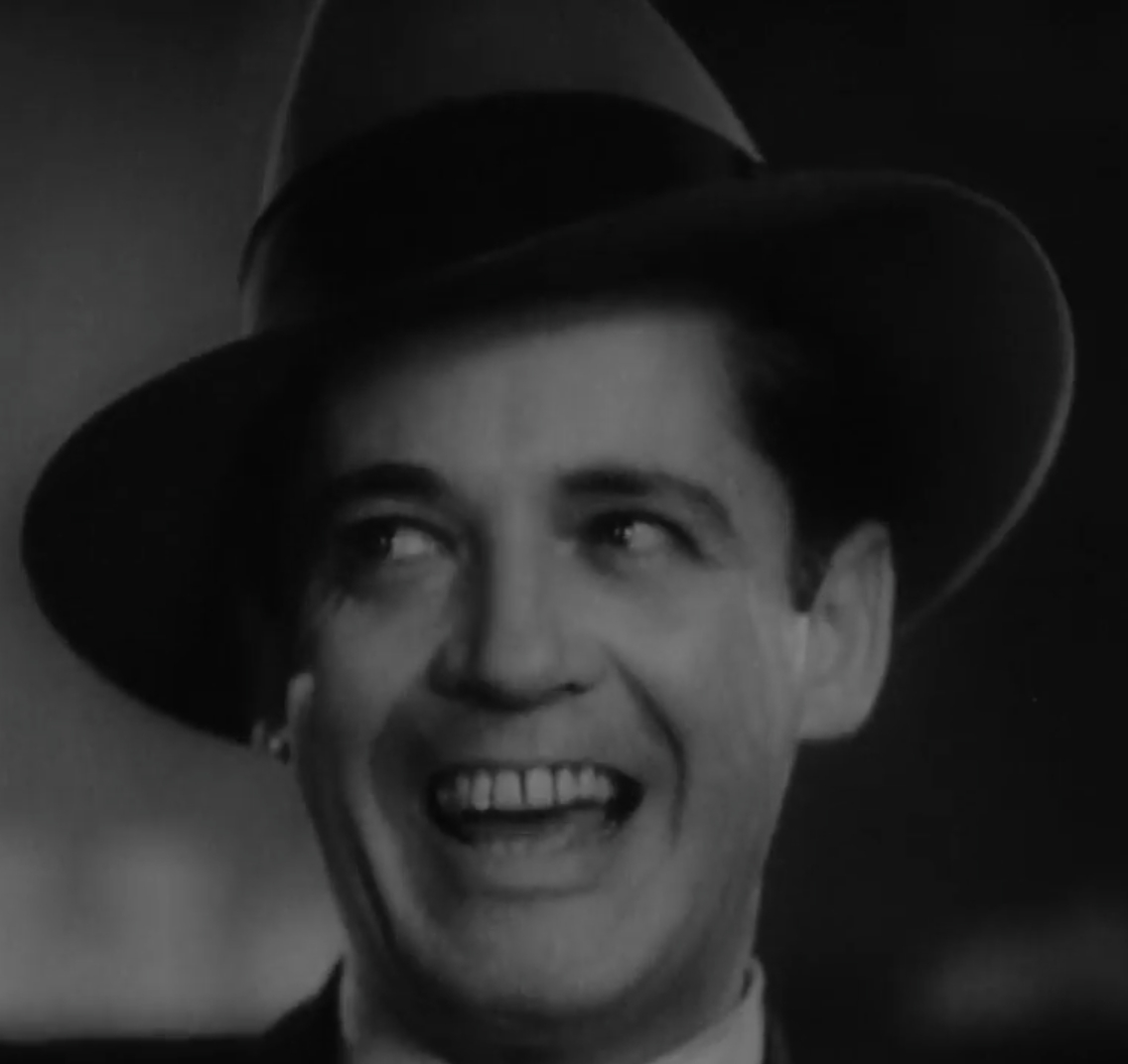
Fred Howard
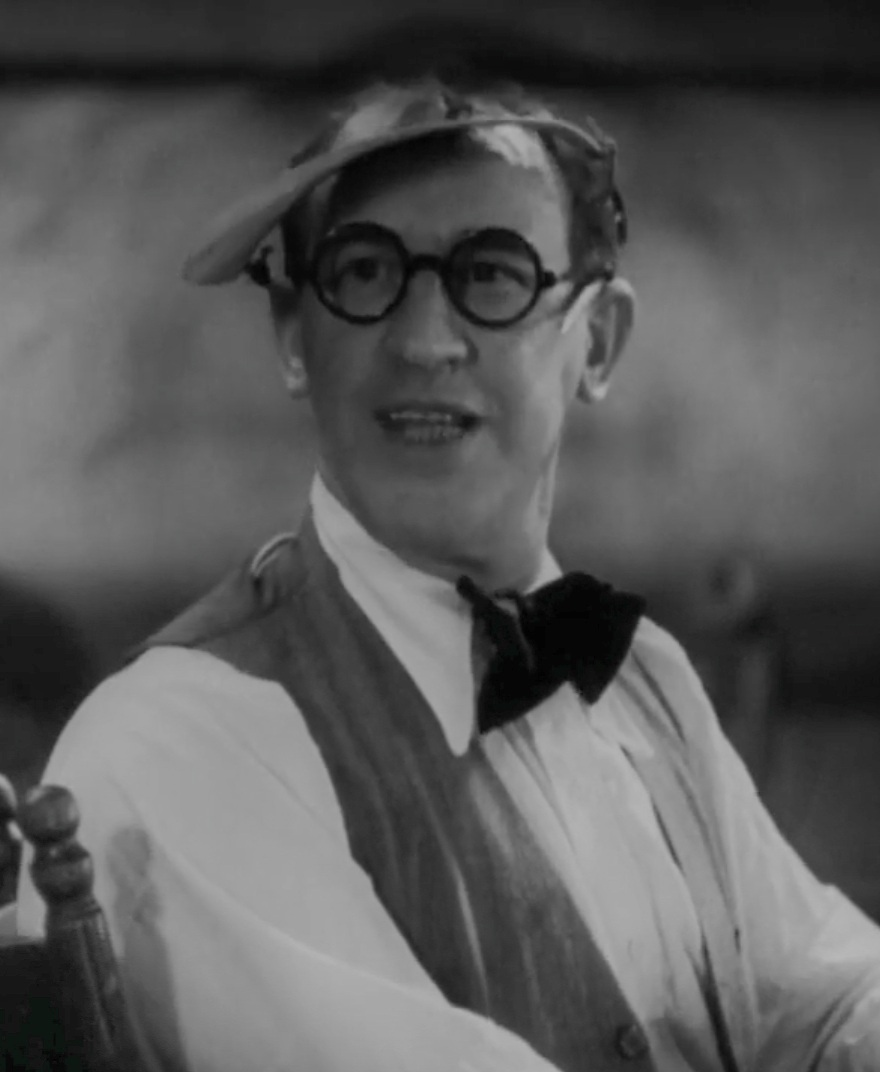
Walter Catlett

- Eugene Strong
- Phillips Tead
- Maurice Black
- Dorothea Wolbert
- Clarence Wilson
- Fred Howard
- Walter Catlett

## Autres adaptations
La pièce The Front Page a été adaptée à trois autres reprises au cinéma :
- 1940 : La Dame du vendredi (His Girl Friday) de Howard Hawks, avec une femme dans le rôle principal (Rosalind Russell) et Cary Grant ;
- 1974 : Spéciale Première (The Front Page) de Billy Wilder, avec Jack Lemmon, Susan Sarandon et Walter Matthau ;
- 1988 : Scoop de Ted Kotcheff, avec Burt Reynolds, Christopher Reeve et Kathleen Turner.

## Distinctions
- Le film est inscrit depuis 2010 au National Film Registry pour être conservé à la Bibliothèque du Congrès des États-Unis en raison de son « importance culturelle, historique ou esthétique »[2].

## Article annexe
- Spéciale Première
- La Dame du vendredi